# Excentrique

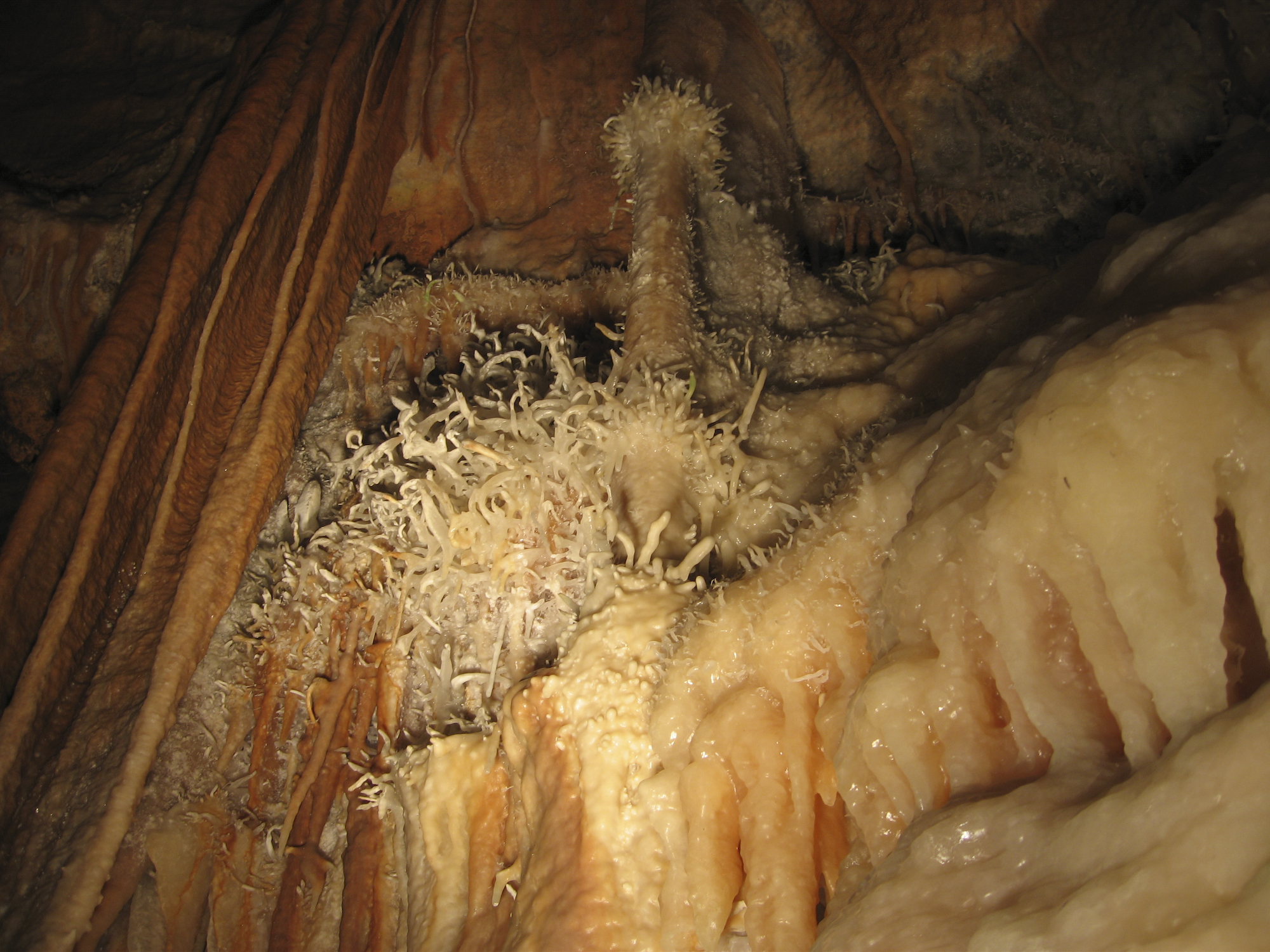
Excentriques in den Jenolan Caves, Australien

Excentriques (französisch excentrique „exzentrisch, versponnen“) sind eine seltene Sinterbildung und gehören zu den Speläothemen.

## Aussehen
Excentriques können von allen Seiten in der Höhle wachsen. Sie sind sehr unregelmäßig und oft hakenförmig, verdreht, faden- oder wurmförmig.
Das Besondere an Excentriques ist, dass sie entgegen der Schwerkraft wachsen können.

## Entstehung

Excentrique (H)

Bereits frühe Geologen erkannten, dass für das Wachstum gegen die Schwerkraft die Kapillarkraft maßgeblich ist: Danach bestehen diese seltenen Sinterformen fast ausnahmslos aus Einkristallen, bei denen die zum Wachstum benötigte Lösungsszufuhr sowohl durch eine zentrale Kapillare als auch durch einen Feuchtigkeitsfilm auf der Oberfläche erfolgen kann und im Allgemeinen nicht zur Ausbildung von Kristallflächen führt.